# Jean-Dominique Giuliani
Jean-Dominique Giuliani est un haut fonctionnaire et essayiste français, né le 5 février 1956. Il est spécialiste des questions européennes et président d'un laboratoire d'idées pro-européen : la Fondation Robert-Schuman.

## Biographie

### Formation
Licencié en droit, diplômé de l'Institut d'études politiques d'Aix-en-Provence en 1977. Auditeur de l'IHEDN, cycle 1991-1992.

### Carrière
- Maître des requêtes au Conseil d’Etat[3],
- Directeur de cabinet du Président du Sénat René Monory (1992-1998)[4],
- Directeur à la direction générale du groupe Taylor Nelson Sofres (1998-2001)[5],
- Conseiller spécial à la Commission européenne (2008-2010)[6],
- Il préside aujourd'hui la Fondation Robert-Schuman
- Il est membre du conseil de surveillance de la chaîne de télévision Arte France[7].
- Président de l’ILERI à partir de février 2019.

## Distinctions
- Chevalier de la Légion d'honneur (France)[8]
- Officier de la Légion d'honneur (France)[9]
- Officier de l'ordre national du Mérite (France)[10]
- Commandeur du Mérite fédéral d'Allemagne[réf. nécessaire]
- Membre de l'ordre de Gediminas de Lituanie[11]
- Membre du Service national de Roumanie.[réf. nécessaire]

## Ouvrages
- Jean-Dominique Giuliani, Européen, sans complexes : Pour une France enfin européenne, Paris, éditions Marie B., 2022 (ISBN 979-1093576558)
- Jean-Dominique Giuliani, La grande bascule : Le XXIième siècle européen, Paris, éditions de l'école de guerre, coll. « ligne de front », 2019 (ISBN 978-2356730435)
- Jean-Dominique Giuliani, Pour quelques étoiles de plus. Quelle politique européenne pour la France ?, Paris, éditions Lignes de repères, 2017 (ISBN 978-2366090420)
- Jean-Dominique Giuliani, Atlas permanent de l'Union européenne, Paris, éditions Lignes de repères, 2012 (ISBN 978-2915752946)
- Jean-Paul Betbèze et Jean-Dominique Giuliani, Les 100 mots de l'Europe, Paris, PUF, coll. « Que sais-je ? », 2011 (ISBN 978-2130581437)
- Jean-Dominique Giuliani, « L’Union européenne défiée par la crise », dans François Heisbourg, Les Conséquences stratégiques de la crise, Paris, Odile Jacob, 2010 (ISBN 978-2738124678)
- Jean-Dominique Giuliani, Un Européen très pressé, Paris, éditions du Moment, 2008 (ISBN 978-2354170301)
- Jean-Dominique Giuliani, L’Élargissement de l'Europe, PUF, coll. « Que sais-je ? », 2005, 2e éd. (ISBN 978-2130550617)
- Jean-Dominique Giuliani, Quinze + dix, Le grand élargissement, Paris, Albin Michel, 2003 (ISBN 978-2226141897)
- Jean-Dominique Giuliani, Pour l'Europe réunie. 1. Plaidoyer pour l'élargissement : Notes no 11 de la Fondation Robert-Schuman, Paris, 2002 (lire en ligne)
- Jean-Dominique Giuliani, Pour l'Europe réunie. 2. Atlas des nouveaux membres : Notes no 11 de la Fondation Robert-Schuman, 2002 (lire en ligne)
- Jean-Dominique Giuliani, Marchands d'influence. Les Lobbies en France, Paris, Le Seuil, 1991 (ISBN 978-2020124232)